# Спачо Ромители (Мачерата)
Спачо Ромители је насеље у Италији у округу Мачерата, региону Марке.
Према процени из 2011. у насељу је живело 81 становника. Насеље се налази на надморској висини од 45 м.